# Ligue des champions féminine de l'EHF 2014-2015
Navigation
Ligue des champions 2013-2014 Ligue des champions 2015-2016
La Ligue des champions 2014-2015 est la cinquante-cinquième édition de la Ligue des champions féminine de l'EHF. Sous l'égide de la Fédération européenne de handball (EHF), elle oppose les meilleurs clubs féminins de handball d'Europe. 
Le club hongrois de Győri ETO KC, double tenant du titre, est battu en quart de finale et c'est le club monténégrin du Budućnost Podgorica qui remporte son deuxième titre dans la compétition grâce à sa victoire en finale face au Larvik HK.

## Présentation

### Équipes participantes
La liste des équipes participantes a été présentée par l'EHF le 20 juin 2014 à Umag en Croatie. Un nombre de places est attribués aux différents pays affiliés à l'EHF selon le Coefficient EHF. Plusieurs clubs ont ensuite déposés un dossier de qualification pour s'attribuer les places restantes. L'EHF a alors retenu les 3 équipes du Byåsen Trondheim (vice-champion de Norvège), du HC Leipzig (vice-champion d'Allemagne) et du Podravka Koprivnica (vice-champion de Croatie) et de recaler ceux du Le Havre AC (3e du Championnat de France), du CJF Fleury Loiret (4e du Championnat de France) et du Zagłębie Lubin (vice-champion de Pologne). Enfin le Muratpaşa BSK, champion de Turquie, n'a pas été autorisé à participer à la compétition.
Un total de 14 équipes sont directement qualifiées pour le tour préliminaire tandis que 8 autres équipes se disputent les deux places restantes au cours de deux tournois de qualification :
| Équipe                | Titre                  |
| --------------------- | ---------------------- |
| Győri ETO KC          | Vainqueur de LdC 2014  |
| Thüringer HC          | Champion d'Allemagne   |
| Hypo Niederösterreich | Champion d'Autriche    |
| Lokomotiva Zagreb     | Champion de Croatie    |
| Viborg HK             | Champion de Danemark   |
| Metz Handball         | Champion de France     |
| Vardar Skopje         | Champion de Macédoine  |
| Budućnost Podgorica   | Champion du Monténégro |
| Larvik HK             | Champion de Norvège    |
| MKS Lublin            | Champion de Pologne    |
| HCM Baia Mare         | Champion de Roumanie   |
| Dinamo Volgograd      | Champion de Russie     |
| RK Krim               | Champion de Slovénie   |
| IK Sävehof            | Champion de Suède      |

| Équipe              | Titre                      |
| ------------------- | -------------------------- |
| BNTU Minsk          | Champion de Biélorussie    |
| SV Dalfsen          | Champion des Pays-Bas      |
| Radnički Kragujevac | Champion de Serbie         |
| HC Leipzig          | 2e Champion d'Allemagne    |
| Podravka Koprivnica | 2e Championnat de Croatie  |
| FC Midtjylland      | 2e Championnat de Danemark |
| FTC Budapest        | 2e Championnat de Hongrie  |
| Byåsen Trondheim    | 2e Championnat de Norvège  |

### Le point sur les forces en présence
Source : « Chronique d'un suspense annoncé », sur Handzone.net, 15 octobre 2014 (consulté le 12 juillet 2025)
Depuis 2013, trois grands clubs ont disparu de la course au titre. Le club autrichien d'Hypo Niederösterreich, hui fois vainqueur de la compétition, a mis fin à son partenariat avec la fédération brésilienne et a ainsi vu 6 de ses Brésiliennes championnes du monde quitter le club à l'intersaison 2014, principalement pour deux clubs roumains, le HCM Baia Mare et le CSM Bucarest. Ces deux clubs remplacent dans la hiérarchie roumaine et européenne l'Oltchim Râmnicu Vâlcea qui a fait faillite en 2013. Enfin, le club slovène du RK Krim, double vainqueur de la compétition, a dû libérer de nombreuses joueuses pour survivre, notamment Andrea Penezić, Barbara Lazović ou Jelena Grubišić.
Par ailleurs, les qualifications ont apporté leur lot de surprises. Ainsi, les Danoises du FC Midtjylland, demi-finalistes la saison précédente, s'est fait sortir dès les demi-finale de qualification face aux Serbes du ŽRK Radnički Kragujevac, elles-mêmes battues par les Croates du ŽRK Podravka Koprivnica, habituées de la compétition. Dans le second tournoi de qualification, le vainqueur, le club allemand du HC Leipzig, a soulevé la polémique : déclaré perdant après un match interminable conclu par un but égalisateur contesté et une séance de tirs au but, le club de Ferencváros a porté plusieurs réclamations qui ont été rejetées.
Outre un RK Krim en reconstruction, on trouve parmi les outsiders le Thüringer HC, éliminé aux portes du Final 4, le club suédois d'IK Sävehof, qui avait rendu la qualification du FC Midtjylland plus difficile que prévu ou encore le Viborg HK, vainqueur de la Coupe des Coupes et qui n'a finalement subi l'exode prévu.
Chez les favoris, Győr, tenant du titre mais remaniée à l'intersaison, perd de fait la place de favori qu'elle détenait depuis deux saisons : Lunde absente, Tervel à la retraite, le club hongrois a du travail comme en témoigne une pré-saison catastrophique et des défaites à répétition contre Larvik, Skopje ou encore Leipzig. Pour leur succéder, le Budućnost Podgorica voudra se rattraper après sa défaite en finale. En effet, à l'excellente équipe de la saison passée (aucune défaite au tour principal) vient s'ajouter une arrière de choix : Katarina Bulatović revient soutenir le club avec lequel elle avait remporté la Ligue des Champions en 2012. Seule ombre au tableau, l'incertitude Cristina Neagu : en proie à des blessures à répétition, la Roumaine est déjà arrêtée pour une luxation du pouce et des douleurs au genou, elle sera pourtant nécessaire à Podgorica pour atteindre le Graal. Du côté de la Scandinavie, le Larvik HK s'est renforcé avec l'arrivée de la Polonaise Alina Wojtas sur la base arrière et le recrutement de Marit Malm Frafjord en pivot, même si dans les buts, Sandra Toft aura fort à faire pour remplacer Lene Rantala et Cecilie Leganger. Enfin, le ŽRK Vardar Skopje d'Indira Kastratović s'impose comme le favori de cette saison : de loin l'équipe la plus complète, le Vardar bénéficie en outre d'un parcours a priori sans embûches pour se hisser jusqu'aux quarts de finale. Aux côtés des stars des Balkans, Andrea Lekić et Andrea Penezić, qui se connaissent de longue date, on suivra donc de près l'avancée des trois Françaises, Allison Pineau, Amandine Leynaud et Siraba Dembélé dans la compétition.

## Phase de qualification

### Composition des chapeaux
| Chapeau 1      | Chapeau 2        | Chapeau 3           | Chapeau 4           |
| -------------- | ---------------- | ------------------- | ------------------- |
| FTC Budapest   | Byåsen Trondheim | Podravka Koprivnica | SV Dalfsen          |
| FC Midtjylland | HC Leipzig       | BNTU Minsk          | Radnički Kragujevac |

|  | Qualifié pour le tour préliminaire |

### Tournoi de qualification 1
Le premier tournoi du qualification se déroule dans la salle de sport Arena Leipzig à Leipzig en Allemagne.
|  | Demi-finales      | Demi-finales      |                        |       | Finale            | Finale            |
|  | Demi-finales      | Demi-finales      |                        |       | Finale            | Finale            |
|  |                   |                   |                        |       |                   |                   |
|  | 20 septembre 2014 | 20 septembre 2014 |                        |       | 21 septembre 2014 | 21 septembre 2014 |
|  | 20 septembre 2014 | 20 septembre 2014 |                        |       | 21 septembre 2014 | 21 septembre 2014 |
|  | FTC Budapest      | 33                |                        |       | 21 septembre 2014 | 21 septembre 2014 |
|  | FTC Budapest      | 33                |                        |       | 21 septembre 2014 | 21 septembre 2014 |
|  | SV Dalfsen        | 25                |                        |       | 21 septembre 2014 | 21 septembre 2014 |
|  | SV Dalfsen        | 25                | FTC Budapest           | 34, 4 |                   |                   |
|  | 20 septembre 2014 |                   | FTC Budapest           | 34, 4 |                   |                   |
|  |                   | HC Leipzig        | 34, 5tab               |       |                   |                   |
|  | HC Leipzig        | HC Leipzig        | 34, 5tab               | 22    |                   |                   |
|  | HC Leipzig        |                   |                        | 22    |                   |                   |
|  | BNTU Minsk        | 18                |                        |       |                   |                   |
|  | BNTU Minsk        | 18                | Match pour la 3e place |       |                   |                   |
|  |                   |                   |                        |       |                   |                   |
|  | 21 septembre 2014 |                   |                        |       |                   |                   |
|  |                   |                   |                        |       |                   |                   |
|  | SV Dalfsen        | 30                |                        |       |                   |                   |
|  | SV Dalfsen        | 30                |                        |       |                   |                   |
|  | BNTU Minsk        | 27                |                        |       |                   |                   |
|  | BNTU Minsk        | 27                |                        |       |                   |                   |

Le 20 septembre 2014, le match entre Leipzig et Budapest s'est terminé par la victoire de Leipzig aux jets de 7 mètres (5 à 4), les deux équipes n'ayant pu se départager à l'issue du temps réglementaire (28-28) puis de la première prolongation (34-34). Toutefois, Budapest a décidé de faire appel auprès de l'EHF, estimant que la victoire ne devait pas revenir aux Allemandes. En effet, alors que Budapest mène 34-33 en toute fin de prolongations, une joueuse de Leipzig subit une faute. Après 5 minutes de discussions, les arbitres décident d'accorder deux secondes de jeu et non pas de les obliger à tirer un coup franc direct comme l'estimait le staff de Budapest. C'est alors que se produit l'action polémique puisque le but égalisateur de Karolina Kudłacz est validé par les arbitres alors le ballon n'était pas encore dans la cage au moment où a retenti la sirène signifiant la fin du match. Après de longues minutes de discussion, les Allemandes obtiennent gain de cause et une séance de jets de 7 mètres est nécessaire pour départager les deux équipes, séance qui tourne à l'avantage de Leipzig grâce à l'unique parade de Katja Schülke. Le 2 octobre 2014, l'appel formulé par Budapest a été rejeté par l'EHF en argumentant que la décision des arbitres, prise sur la base de leurs observations et jugements, n’était pas contraire au règlement et qu'elle n’avait donc pas à être remise en cause.
C'est donc bien le Handball-Club Leipzig qui est qualifié pour le tour préliminaire.

### Tournoi de qualification 2
Le second tournoi du qualification se déroule dans la salle de sport Sport Centar Mladost “Jezero” à Kragujevac en Serbie.
|  | Demi-finales        | Demi-finales        |                        |    | Finale            | Finale            |
|  | Demi-finales        | Demi-finales        |                        |    | Finale            | Finale            |
|  |                     |                     |                        |    |                   |                   |
|  | 20 septembre 2014   | 20 septembre 2014   |                        |    | 21 septembre 2014 | 21 septembre 2014 |
|  | 20 septembre 2014   | 20 septembre 2014   |                        |    | 21 septembre 2014 | 21 septembre 2014 |
|  | FC Midtjylland      | 24                  |                        |    | 21 septembre 2014 | 21 septembre 2014 |
|  | FC Midtjylland      | 24                  |                        |    | 21 septembre 2014 | 21 septembre 2014 |
|  | Radnički Kragujevac | 29                  |                        |    | 21 septembre 2014 | 21 septembre 2014 |
|  | Radnički Kragujevac | 29                  | Radnički Kragujevac    | 24 |                   |                   |
|  | 20 septembre 2014   |                     | Radnički Kragujevac    | 24 |                   |                   |
|  |                     | Podravka Koprivnica | 28                     |    |                   |                   |
|  | Byåsen Trondheim    | Podravka Koprivnica | 28                     | 23 |                   |                   |
|  | Byåsen Trondheim    |                     |                        | 23 |                   |                   |
|  | Podravka Koprivnica | 31                  |                        |    |                   |                   |
|  | Podravka Koprivnica | 31                  | Match pour la 3e place |    |                   |                   |
|  |                     |                     |                        |    |                   |                   |
|  | 21 septembre 2014   |                     |                        |    |                   |                   |
|  |                     |                     |                        |    |                   |                   |
|  | Byåsen Trondheim    | 24                  |                        |    |                   |                   |
|  | Byåsen Trondheim    | 24                  |                        |    |                   |                   |
|  | FC Midtjylland      | 28                  |                        |    |                   |                   |
|  | FC Midtjylland      | 28                  |                        |    |                   |                   |

C'est donc le ŽRK Podravka Koprivnica qui est qualifié pour le tour préliminaire.

## Tour préliminaire
Les chapeaux pour le tirage au sort qui a eu lieu le 27 juin 2014 à Vienne (Autriche) sont :
- Chapeau 1 :  Győri ETO KC,  Budućnost Podgorica,  Larvik HK,  RK Krim
- Chapeau 2 :  Thüringer HC,  Viborg HK,  HCM Baia Mare,  Dinamo Volgograd
- Chapeau 3 :  Hypo Niederösterreich,  Lokomotiva Zagreb,  Metz Handball,  ŽRK Vardar Skopje
- Chapeau 4 :  MKS Lublin,  IK Sävehof,  HC Leipzig,  Podravka Koprivnica

Légende
|  | Qualifié pour le Tour principal de la Ligue des Champions       |
|  | Reversé en huitièmes de finale de la Coupe des coupes 2014-2015 |

### Groupe A
| Groupe A |                       |     |   |   |   |   |     |     |      |  |
|          | Équipe                | Pts | J | G | N | P | BP  | BC  | Diff |  |
| 1        | Dinamo Volgograd      | 9   | 6 | 4 | 1 | 1 | 160 | 143 | +17  |  |
| 2        | HC Leipzig            | 8   | 6 | 4 | 0 | 2 | 177 | 152 | +25  |  |
| 3        | RK Krim               | 4   | 6 | 2 | 0 | 4 | 162 | 165 | -3   |  |
| 4        | Hypo Niederösterreich | 3   | 6 | 1 | 1 | 4 | 136 | 175 | -39  |  |

|                    |                       |  |    |    |  |                       |
| 17 octobre 19h00   | RK Krim               |  | 32 | 20 |  | Hypo Niederösterreich |
| 18 octobre 16h30   | Dinamo Volgograd      |  | 27 | 19 |  | HC Leipzig            |
| 25 octobre 20h20   | Hypo Niederösterreich |  | 25 | 25 |  | Dinamo Volgograd      |
| 26 octobre 14h30   | HC Leipzig            |  | 30 | 24 |  | RK Krim               |
| 31 octobre 14h30   | HC Leipzig            |  | 42 | 22 |  | Hypo Niederösterreich |
| 1er novembre 14h00 | Dinamo Volgograd      |  | 25 | 26 |  | RK Krim               |
| 9 novembre 17h10   | Hypo Niederösterreich |  | 18 | 24 |  | HC Leipzig            |
| 9 novembre 19h00   | RK Krim               |  | 24 | 26 |  | Dinamo Volgograd      |
| 15 novembre 17h25  | Hypo Niederösterreich |  | 29 | 25 |  | RK Krim               |
| 16 novembre 14h30  | HC Leipzig            |  | 27 | 30 |  | Dinamo Volgograd      |
| 21 novembre 18h45  | RK Krim               |  | 31 | 35 |  | HC Leipzig            |
| 23 novembre 14h00  | Dinamo Volgograd      |  | 27 | 22 |  | Hypo Niederösterreich |

### Groupe B
| Groupe B |                     |     |   |   |   |   |     |     |      |  |
|          | Équipe              | Pts | J | G | N | P | BP  | BC  | Diff |  |
| 1        | Budućnost Podgorica | 11  | 6 | 5 | 1 | 0 | 161 | 130 | +31  |  |
| 2        | ŽRK Vardar Skopje   | 7   | 6 | 3 | 1 | 2 | 149 | 140 | +9   |  |
| 3        | Thüringer HC        | 6   | 6 | 3 | 0 | 3 | 143 | 144 | -1   |  |
| 4        | Podravka Koprivnica | 0   | 6 | 0 | 0 | 6 | 152 | 191 | -39  |  |

|                   |                     |  |    |    |  |                     |
| 19 octobre 14h30  | Thüringer HC        |  | 33 | 20 |  | Podravka Koprivnica |
| 19 octobre 19h00  | Budućnost Podgorica |  | 23 | 17 |  | ŽRK Vardar Skopje   |
| 25 octobre 18h00  | Podravka Koprivnica |  | 27 | 32 |  | Budućnost Podgorica |
| 25 octobre 19h00  | ŽRK Vardar Skopje   |  | 26 | 21 |  | Thüringer HC        |
| 2 novembre 14h30  | Thüringer HC        |  | 22 | 27 |  | Budućnost Podgorica |
| 2 novembre 17h00  | Podravka Koprivnica |  | 26 | 27 |  | ŽRK Vardar Skopje   |
| 9 novembre 19h00  | Budućnost Podgorica |  | 23 | 14 |  | Thüringer HC        |
| 9 novembre 19h00  | ŽRK Vardar Skopje   |  | 35 | 25 |  | Podravka Koprivnica |
| 15 novembre 17h30 | Podravka Koprivnica |  | 28 | 32 |  | Thüringer HC        |
| 16 novembre 19h00 | ŽRK Vardar Skopje   |  | 24 | 24 |  | Budućnost Podgorica |
| 22 novembre 14h30 | Thüringer HC        |  | 21 | 20 |  | ŽRK Vardar Skopje   |
| 23 novembre 19h00 | Budućnost Podgorica |  | 32 | 26 |  | Podravka Koprivnica |

### Groupe C
| Groupe C |                   |     |   |   |   |   |     |     |      |  |
|          | Équipe            | Pts | J | G | N | P | BP  | BC  | Diff |  |
| 1        | Győri ETO KC      | 12  | 6 | 6 | 0 | 0 | 183 | 127 | +56  |  |
| 2        | Viborg HK         | 7   | 6 | 3 | 1 | 2 | 162 | 144 | +18  |  |
| 3        | IK Sävehof        | 3   | 6 | 0 | 3 | 3 | 146 | 188 | -42  |  |
| 4        | Lokomotiva Zagreb | 2   | 6 | 0 | 2 | 4 | 130 | 164 | -32  |  |

|                   |                   |  |    |    |  |                   |
| 19 octobre 15h10  | Viborg HK         |  | 38 | 25 |  | IK Sävehof        |
| 19 octobre 19h00  | Győri ETO KC      |  | 32 | 23 |  | Lokomotiva Zagreb |
| 26 octobre 16h50  | Lokomotiva Zagreb |  | 18 | 25 |  | Viborg HK         |
| 26 octobre 17h00  | IK Sävehof        |  | 21 | 38 |  | Győri ETO KC      |
| 31 octobre 19h00  | IK Sävehof        |  | 29 | 29 |  | Lokomotiva Zagreb |
| 2 novembre 17h00  | Viborg HK         |  | 25 | 30 |  | Győri ETO KC      |
| 8 novembre 16h00  | Győri ETO KC      |  | 22 | 20 |  | Viborg HK         |
| 9 novembre 17h00  | Lokomotiva Zagreb |  | 23 | 23 |  | IK Sävehof        |
| 16 novembre 14h00 | IK Sävehof        |  | 25 | 25 |  | Viborg HK         |
| 16 novembre 18h00 | Lokomotiva Zagreb |  | 15 | 26 |  | Győri ETO KC      |
| 23 novembre 13h40 | Viborg HK         |  | 29 | 24 |  | Lokomotiva Zagreb |
| 23 novembre 17h00 | Győri ETO KC      |  | 35 | 23 |  | IK Sävehof        |

### Groupe D
| Groupe D |               |     |   |   |   |   |     |     |      |  |
|          | Équipe        | Pts | J | G | N | P | BP  | BC  | Diff |  |
| 1        | Larvik HK     | 12  | 6 | 6 | 0 | 0 | 169 | 141 | +28  |  |
| 3        | Metz Handball | 5   | 6 | 2 | 1 | 3 | 164 | 163 | +1   |  |
| 2        | HCM Baia Mare | 4   | 6 | 2 | 0 | 4 | 154 | 160 | -6   |  |
| 4        | MKS Lublin    | 3   | 6 | 1 | 1 | 4 | 159 | 182 | -23  |  |

|                   |               |  |    |    |  |               |
| 17 octobre 17h00  | HCM Baia Mare |  | 30 | 25 |  | MKS Lublin    |
| 18 octobre 18h30  | Larvik HK     |  | 25 | 20 |  | Metz Handball |
| 24 octobre 20h15  | MKS Lublin    |  | 23 | 28 |  | Larvik HK     |
| 25 octobre 16h00  | Metz Handball |  | 34 | 24 |  | HCM Baia Mare |
| 31 octobre 19h00  | HCM Baia Mare |  | 23 | 24 |  | Larvik HK     |
| 2 novembre 18h00  | MKS Lublin    |  | 35 | 31 |  | Metz Handball |
| 8 novembre 18h15  | Larvik HK     |  | 31 | 26 |  | HCM Baia Mare |
| 9 novembre 16h00  | Metz Handball |  | 30 | 30 |  | MKS Lublin    |
| 15 novembre 16h00 | Metz Handball |  | 25 | 26 |  | Larvik HK     |
| 16 novembre 18h00 | MKS Lublin    |  | 22 | 28 |  | HCM Baia Mare |
| 21 novembre 19h00 | HCM Baia Mare |  | 23 | 24 |  | Metz Handball |
| 22 novembre 18h15 | Larvik HK     |  | 35 | 24 |  | MKS Lublin    |

## Tour principal

### Groupe 2
|   | Équipe              | Pts | J  | G | N | P | Bp  | Bc  | Diff |  | Résultats (dom.\ext.) |       |       |       |       |       |       |
| - | ------------------- | --- | -- | - | - | - | --- | --- | ---- |  | --------------------- | ----- | ----- | ----- | ----- | ----- | ----- |
| 1 | Budućnost Podgorica | 19  | 10 | 9 | 1 | 0 | 270 | 193 | 77   |  | Budućnost Podgorica   |       | 26-18 | 23-17 | 23-14 | 28-21 | 39-20 |
| 2 | HC Dinamo Volgograd | 11  | 10 | 5 | 1 | 4 | 267 | 260 | 7    |  | HC Dinamo Volgograd   | 18-25 |       | 33-25 | 30-30 | 27-19 | 25-26 |
| 3 | ŽRK Vardar Skopje   | 11  | 10 | 5 | 1 | 4 | 277 | 254 | 23   |  | ŽRK Vardar Skopje     | 24-24 | 28-27 |       | 26-21 | 26-20 | 41-30 |
| 4 | Thüringer HC        | 11  | 10 | 5 | 1 | 4 | 258 | 251 | 7    |  | Thüringer HC          | 22-27 | 30-33 | 21-20 |       | 27-23 | 33-21 |
| 5 | HC Leipzig          | 6   | 10 | 3 | 0 | 6 | 245 | 282 | -37  |  | HC Leipzig            | 19-32 | 27-30 | 26-23 | 25-34 |       | 30-24 |
| 6 | RK Krim Mercator    | 2   | 10 | 1 | 0 | 8 | 248 | 325 | -77  |  | RK Krim Mercator      | 20-23 | 24-26 | 29-47 | 23-26 | 31-35 |       |

- Qualifié pour les quarts de finale
- Eliminé

### Groupe 1
|   | Équipe        | Pts | J  | G  | N | P | Bp  | Bc  | Diff |  | Résultats (dom.\ext.) |       |       |       |       |       |       |
| - | ------------- | --- | -- | -- | - | - | --- | --- | ---- |  | --------------------- | ----- | ----- | ----- | ----- | ----- | ----- |
| 1 | Larvik HK     | 20  | 10 | 10 | 0 | 0 | 263 | 216 | 47   |  | Larvik HK             |       | 21-19 | 31-26 | 31-18 | 25-20 | 25-17 |
| 2 | Győri ETO KC  | 16  | 10 | 8  | 0 | 2 | 282 | 224 | 58   |  | Győri ETO KC          | 25-26 |       | 29-23 | 22-20 | 31-27 | 35-23 |
| 3 | HCM Baia Mare | 8   | 10 | 4  | 0 | 6 | 262 | 270 | -8   |  | HCM Baia Mare         | 23-24 | 18-26 |       | 32-22 | 23-24 | 34-24 |
| 4 | Viborg HK     | 7   | 10 | 3  | 1 | 6 | 252 | 274 | -22  |  | Viborg HK             | 23-29 | 25-30 | 30-31 |       | 27-26 | 38-25 |
| 5 | Metz Handball | 6   | 10 | 3  | 0 | 7 | 244 | 253 | -9   |  | Metz Handball         | 25-26 | 20-27 | 34-24 | 23-24 |       | 22-25 |
| 6 | IK Sävehof    | 3   | 10 | 1  | 1 | 8 | 227 | 293 | -66  |  | IK Sävehof            | 20-25 | 21-38 | 26-28 | 25-25 | 21-23 |       |

- Qualifié pour les quarts de finale
- Eliminé

## Quarts de finale
| 4 avril 2015 14h00 | Thüringer HC          | 26 - 29   | Larvik HK    | Wiedigsburghalle Nordhausen, Nordhausen Affluence : 2 000 Arbitrage : Per Olesen, Claus Gramm Pedersen |
| 4 avril 2015 14h00 | Mietzner, Schmelzer 5 | (11 - 14) | Nora Mørk 12 | Wiedigsburghalle Nordhausen, Nordhausen Affluence : 2 000 Arbitrage : Per Olesen, Claus Gramm Pedersen |
| 4 avril 2015 14h00 | ×3 ×5                 | Rapport   | ×3 ×4        | Wiedigsburghalle Nordhausen, Nordhausen Affluence : 2 000 Arbitrage : Per Olesen, Claus Gramm Pedersen |

| 11 avril 2015 18h30 | Larvik HK   | 36 - 18  | Thüringer HC         | Arena Larvik, Larvik Affluence : 2 681 Arbitrage : Michal Badura, Jaroslav Ondogrecula |
| 11 avril 2015 18h30 | Nora Mørk 8 | (17 - 9) | Franziska Mietzner 6 | Arena Larvik, Larvik Affluence : 2 681 Arbitrage : Michal Badura, Jaroslav Ondogrecula |
| 11 avril 2015 18h30 | ×3 ×4       | Rapport  | ×3                   | Arena Larvik, Larvik Affluence : 2 681 Arbitrage : Michal Badura, Jaroslav Ondogrecula |

Le Larvik HK est qualifié sur un score total de 65 à 44.
| 4 avril 2015 18h00 | HCM Baia Mare      | 25 - 23   | Dinamo Volgograd | Sala Polivalenta Lascar Pana, Baia Mare Affluence : 2 080 Arbitrage : Branka Maric, Zorica Masic |
| 4 avril 2015 18h00 | Anastasia Lobach 5 | (11 - 12) | Anna Kochetova 7 | Sala Polivalenta Lascar Pana, Baia Mare Affluence : 2 080 Arbitrage : Branka Maric, Zorica Masic |
| 4 avril 2015 18h00 | ×2                 | Rapport   | ×3 ×5            | Sala Polivalenta Lascar Pana, Baia Mare Affluence : 2 080 Arbitrage : Branka Maric, Zorica Masic |

| 11 avril 2015 14h00 | Dinamo Volgograd | 30 - 25   | HCM Baia Mare              | Palais des sports du Dinamo, Volgograd Affluence : 1 000 Arbitrage : Charlotte et Julie Bonaventura |
| 11 avril 2015 14h00 | Olga Akopian 9   | (18 - 11) | do Nascimento, Davydenko 5 | Palais des sports du Dinamo, Volgograd Affluence : 1 000 Arbitrage : Charlotte et Julie Bonaventura |
| 11 avril 2015 14h00 | ×2 ×3            | Rapport   | ×3                         | Palais des sports du Dinamo, Volgograd Affluence : 1 000 Arbitrage : Charlotte et Julie Bonaventura |

Le Dinamo Volgograd est qualifié sur un score total de 53 à 50.
| 4 avril 2015 19h00 | ŽRK Vardar Skopje   | 24 - 18   | Győri ETO KC | CS Yané-Sandanski, Skopje Affluence : 4 800 Arbitrage : Stevann Pichon, Laurent Reveret |
| 4 avril 2015 19h00 | Jovanka Radičević 7 | (14 - 10) | Anna Sen 5   | CS Yané-Sandanski, Skopje Affluence : 4 800 Arbitrage : Stevann Pichon, Laurent Reveret |
| 4 avril 2015 19h00 | ×3 ×6               | Rapport   | ×3 ×2        | CS Yané-Sandanski, Skopje Affluence : 4 800 Arbitrage : Stevann Pichon, Laurent Reveret |

| 11 avril 2015 16h30 | Győri ETO KC              | 27 - 27   | ŽRK Vardar Skopje | Audi Arena, Győr Arbitrage : Marek Baranowski, Bogdan Lemanowicz |
| 11 avril 2015 16h30 | Dorina Korsos, Anna Sen 6 | (13 - 12) | Andrea Penezić 8  | Audi Arena, Győr Arbitrage : Marek Baranowski, Bogdan Lemanowicz |
| 11 avril 2015 16h30 | ×3 ×7                     | Rapport   | ×2 ×5             | Audi Arena, Győr Arbitrage : Marek Baranowski, Bogdan Lemanowicz |

Le ŽRK Vardar Skopje est qualifié sur un score total de 51 à 45.
| 5 avril 2015 16h50 | Viborg HK    | 22 - 28   | Budućnost Podgorica  | Viborg Stadionhal, Viborg Affluence : 1 312 Arbitrage : Viktoria Alpaidze, Tatyana Berezkina |
| 5 avril 2015 16h50 | Rikke Skov 8 | (11 - 13) | Katarina Bulatović 8 | Viborg Stadionhal, Viborg Affluence : 1 312 Arbitrage : Viktoria Alpaidze, Tatyana Berezkina |
| 5 avril 2015 16h50 | ×3 ×4        | Rapport   | ×3 ×9 ×2             | Viborg Stadionhal, Viborg Affluence : 1 312 Arbitrage : Viktoria Alpaidze, Tatyana Berezkina |

| 12 avril 2015 17h00 | Budućnost Podgorica | 29 - 19   | Viborg HK           | Centre sportif Morača (en), Podgorica Affluence : 4 000 Arbitrage : Shlomo Cohen, Yoram Peretz |
| 12 avril 2015 17h00 | Majda Mehmedović 8  | (14 - 11) | Sanja Damnjanović 6 | Centre sportif Morača (en), Podgorica Affluence : 4 000 Arbitrage : Shlomo Cohen, Yoram Peretz |
| 12 avril 2015 17h00 | ×3                  | Rapport   | ×3 ×1               | Centre sportif Morača (en), Podgorica Affluence : 4 000 Arbitrage : Shlomo Cohen, Yoram Peretz |

Le Budućnost Podgorica est qualifié sur un score total de 57 à 41.

## Final Four
La Final Four a eu lieu dans la salle Papp László Budapest Sportaréna, à Budapest, les 9 et 10 mai 2015.
|  | Demi-finales                       | Demi-finales                       |                        |    | Finale                             | Finale                             |
|  | Demi-finales                       | Demi-finales                       |                        |    | Finale                             | Finale                             |
|  |                                    |                                    |                        |    |                                    |                                    |
|  | Papp László Aréna, Budapest, 14h15 | Papp László Aréna, Budapest, 14h15 |                        |    | Papp László Aréna, Budapest, 17h00 | Papp László Aréna, Budapest, 17h00 |
|  | Papp László Aréna, Budapest, 14h15 | Papp László Aréna, Budapest, 14h15 |                        |    | Papp László Aréna, Budapest, 17h00 | Papp László Aréna, Budapest, 17h00 |
|  | Larvik HK                          | 31                                 |                        |    | Papp László Aréna, Budapest, 17h00 | Papp László Aréna, Budapest, 17h00 |
|  | Larvik HK                          | 31                                 |                        |    | Papp László Aréna, Budapest, 17h00 | Papp László Aréna, Budapest, 17h00 |
|  | Dinamo Volgograd                   | 22                                 |                        |    | Papp László Aréna, Budapest, 17h00 | Papp László Aréna, Budapest, 17h00 |
|  | Dinamo Volgograd                   | 22                                 | Larvik HK              | 22 |                                    |                                    |
|  | Papp László Aréna, Budapest, 16h45 |                                    | Larvik HK              | 22 |                                    |                                    |
|  |                                    | Budućnost Podgorica                | 26                     |    |                                    |                                    |
|  | ŽRK Vardar Skopje                  | Budućnost Podgorica                | 26                     | 17 |                                    |                                    |
|  | ŽRK Vardar Skopje                  |                                    |                        | 17 |                                    |                                    |
|  | Budućnost Podgorica                | 27                                 |                        |    |                                    |                                    |
|  | Budućnost Podgorica                | 27                                 | Match pour la 3e place |    |                                    |                                    |
|  |                                    |                                    |                        |    |                                    |                                    |
|  | Papp László Aréna, Budapest, 14h30 |                                    |                        |    |                                    |                                    |
|  |                                    |                                    |                        |    |                                    |                                    |
|  | Dinamo Volgograd                   | 26                                 |                        |    |                                    |                                    |
|  | Dinamo Volgograd                   | 26                                 |                        |    |                                    |                                    |
|  | ŽRK Vardar Skopje                  | 28                                 |                        |    |                                    |                                    |
|  | ŽRK Vardar Skopje                  | 28                                 |                        |    |                                    |                                    |

### Demi-finales
| 9 mai 2015 14h15 CET | Larvik HK                 | 31 - 23 | Dinamo Volgograd  | Papp László Budapest Sportaréna, Budapest Affluence : 6 500 Arbitrage : Leif Poulsen, Henrik Mortensen |
| 9 mai 2015 14h15 CET | Linn-Kristin Riegelhuth 9 | (16-13) | Daria Dmitrieva 7 | Papp László Budapest Sportaréna, Budapest Affluence : 6 500 Arbitrage : Leif Poulsen, Henrik Mortensen |
| 9 mai 2015 14h15 CET | ×3                        | Rapport | ×3 ×5             | Papp László Budapest Sportaréna, Budapest Affluence : 6 500 Arbitrage : Leif Poulsen, Henrik Mortensen |

| Larvik HK : Toft, Hasanic – Riegelhuth Koren (9), Frafjord (4), A. Hammerseng-Edin (4), N. Mørk (2), G. Hammerseng-Edin (2), Johansen (2), Solberg (2), Sulland (2), Breistøl (1), Molid (1), Breivang , Larsen , Lund, T. Mørk. | Dinamo Volgograd : Sedoïkina, Outkina – Daria Dmitrieva (7), Danchina (5), Elghaoui (4), Akopian (2), Vedekhina (2), Fanina (1), Kochetova (1), Belikova, Tchernova, Tchopikian, Frolova, Gaće, Petche, Petrova |

| 9 mai 2015 16h45 CET | ŽRK Vardar Skopje | 17 - 27 | Budućnost Podgorica | Papp László Budapest Sportaréna, Budapest Affluence : 6 500 Arbitrage : Dalibor Jurinovic, Marko Mrvica |
| 9 mai 2015 16h45 CET | Penezić, Lekić 4  | (9-14)  | Neagu, Petrović 7   | Papp László Budapest Sportaréna, Budapest Affluence : 6 500 Arbitrage : Dalibor Jurinovic, Marko Mrvica |
| 9 mai 2015 16h45 CET | ×3 ×2             | Rapport | ×3 ×2               | Papp László Budapest Sportaréna, Budapest Affluence : 6 500 Arbitrage : Dalibor Jurinovic, Marko Mrvica |

| Vardar Skopje : Leynaud, Souslina – Lekić (4), Penezić (4), Zebić (3), Ikhneva (2), Radičević (2), Dembélé (1), Lazović (1), Althaus , Tchernoïvanenko, Fernández, Gakidova, Khmirova, Klikovac , Nikolić . | Budućnost Podgorica : Woltering, Rajčić, Žderić – Neagu (7), Petrović (7), Knežević (4), Cvijić (3), Mehmedović (3), Bulatović (1), Byzdra (1), Despotović (1), Dalby, Lazović, Nikolić, Pavićević , Ramusović. |

### Match pour la3eplace
| 10 mai 2015 14h30 CET | Dinamo Volgograd | 26 - 28 | ŽRK Vardar Skopje | Papp László Budapest Sportaréna, Budapest Affluence : 6 500 Arbitrage : Peter Brunovsky, Vladimir Canda |
| 10 mai 2015 14h30 CET | Anna Kochetova 7 | (11-12) | Andrea Penezić 9  | Papp László Budapest Sportaréna, Budapest Affluence : 6 500 Arbitrage : Peter Brunovsky, Vladimir Canda |
| 10 mai 2015 14h30 CET | ×3 ×1            | Rapport | ×1 ×5             | Papp László Budapest Sportaréna, Budapest Affluence : 6 500 Arbitrage : Peter Brunovsky, Vladimir Canda |

| Dinamo Volgograd : Sedoïkina, Outkina – Kochetova (7), Akopian (4), Daria Dmitrieva (4), Elghaoui (3), Gaće (3), Danchina (2), Fanina (2), Frolova (1), Vedekhina, Belikova, Tchernova, Tchopikian, Petche, Petrova . | Vardar Skopje : Leynaud, Souslina – Penezić (9), Radičević (4), Lekić (3), Zebić (3), Tchernoïvanenko (2), Dembélé (2), Nikolić (2), Althaus (1), Ikhneva (1), Klikovac (1), Lazović, Fernández, Gakidova, Khmirova |

### Finale
| 10 mai 2015 17h00 CET | Larvik HK    | 22 - 26  | Budućnost Podgorica  | Papp László Budapest Sportaréna, Budapest Affluence : 6 500 Arbitrage : Péter Horváth, Balázs Marton |
| 10 mai 2015 17h00 CET | Nora Mørk 10 | (8 - 14) | Katarina Bulatović 7 | Papp László Budapest Sportaréna, Budapest Affluence : 6 500 Arbitrage : Péter Horváth, Balázs Marton |
| 10 mai 2015 17h00 CET | ×3 ×2        | Rapport  | ×3 ×4                | Papp László Budapest Sportaréna, Budapest Affluence : 6 500 Arbitrage : Péter Horváth, Balázs Marton |

| Larvik HK : Toft, Hasanic – N. Mørk (10), A. Hammerseng-Edin (6), Breistøl (2), Frafjord (1), G. Hammerseng-Edin (1), Solberg (1), Sulland (1), Breivang, Johansen, Riegelhuth-Koren, Larsen, Molid, Lund, T. Mørk. | Budućnost Podgorica : Woltering, Rajčić, Žderić – Bulatović (7), Mehmedović (6), Cvijić (4), Neagu (3), Petrović (3), Knežević (2), Byzdra (1), Despotović, Dalby, Lazović, Nikolić, Pavićević, Ramusović. |

## Les championnes d'Europe
| Champion d'Europe - Ligue des champions 2014-2015 Budućnost Podgorica 2e titre |

## Statistiques et récompenses

### Meilleures joueuses
À la veille du Final Four, les meilleures joueuses ont été désignées grâce au vote de 22 000 internautes :
| Poste            | Joueuse                       | Club                | %      |
| ---------------- | ----------------------------- | ------------------- | ------ |
| Gardienne de but | Sandra Toft                   | Larvik HK           | 35,8 % |
| Ailière gauche   | Siraba Dembélé                | Vardar Skopje       | 30,2 % |
| Arrière gauche   | Cristina Neagu                | Budućnost Podgorica | 40,8 % |
| Demi-centre      | Anikó Kovacsics               | Győri ETO KC        | 28,2 % |
| Pivot            | Heidi Løke                    | Győri ETO KC        | 57,9 % |
| Arrière droite   | Nora Mørk                     | Larvik HK           | 30,9 % |
| Ailière droite   | Linn-Kristin Riegelhuth Koren | Larvik HK           | 29,3 % |
| Défenseur        | Dorina Korsós                 | Győri ETO KC        | 23,0 % |
| Meilleure jeune  | Eliza Buceschi                | HCM Baia Mare       | 24,9 % |
| Entraîneur       | Ambros Martin                 | Győri ETO KC        | 32,1 % |

Enfin, Clara Woltering, la gardienne allemande du Budućnost Podgorica a été élue meillleure joueuse du Final Four.

### Meilleures marqueuses
| Rang | Nom                           | Équipe              | Buts |
| ---- | ----------------------------- | ------------------- | ---- |
| 1    | Cristina Neagu                | Budućnost Podgorica | 102  |
| 1    | Andrea Penezić                | ŽRK Vardar Skopje   | 102  |
| 3    | Nora Mørk                     | Larvik HK           | 98   |
| 4    | Anna Kochetova                | Dinamo Volgograd    | 94   |
| 5    | Karolina Kudłacz              | HC Leipzig          | 84   |
| 6    | Olga Akopian                  | Dinamo Volgograd    | 82   |
| 7    | Linn-Kristin Riegelhuth Koren | Larvik HK           | 77   |
| 8    | Daria Dmitrieva               | Dinamo Volgograd    | 76   |
| 9    | Ida Odén                      | IK Sävehof          | 74   |
| 10   | Ana Gros                      | Metz Handball       | 73   |
| 10   | Tamara Mavsar                 | RK Krim             | 73   |